# گیبرلتار (پنسیلوانیا)
گیبرلتار (به انگلیسی: Gibraltar) یک منطقهٔ مسکونی در ایالات متحده آمریکا است که در شهرستان برکس، پنسیلوانیا واقع شده‌است. گیبرلتار ۶۸۰ نفر جمعیت دارد و ۶۰٫۹۶ متر بالاتر از سطح دریا واقع شده‌است.